# Hólmar Örn Eyjólfsson
Hólmar Örn Eyjólfsson (Sauðárkrókur, 6 augustus 1990) is een IJslands voetballer die doorgaans als centrale verdediger speelt. In september 2020 verruilde hij Levski Sofia voor Rosenborg BK. Hólmar Örn is de zoon van voetballer Eyjólfur Sverrisson.

## Clubcarrière
Hólmar Örn Eyjólfsson debuteerde op zestienjarige leeftijd bij HK Kópavogur. De club was toen net naar de hoogste afdeling gepromoveerd. Ondanks zijn jonge leeftijd kwam de verdediger regelmatig in actie. Na twee jaar leverde hem dat een transfer naar de Premier League op.
In juli 2008 ruilde Hólmar Örn zijn IJslandse club Kópavogur in voor West Ham United, waar hij op een zijspoor belandde. De jonge verdediger werd voor enkele maanden uitgeleend aan Cheltenham Town, maar ook bij die club kreeg hij amper speeltijd. In 2010 werd hij door West Ham uitgeleend aan KSV Roeselare, waarvoor hij in een halfjaar negen wedstrijden speelde. Na afloop van het seizoen 2011/12 tekende Hólmar Örn transfervrij een contract bij de Duitse club VfL Bochum, dat uitkwam in de 2. Bundesliga.
In de jaargang 2011/12 speelde Hólmar Örn elfmaal mee in de Duitse tweede afdeling: zevenmaal kreeg hij een basisplaats, viermaal was hij een invaller; zeventien wedstrijden bleef hij op de reservebank zitten. In het volgende seizoen kreeg Hólmar Örn meer speeltijd en stond hij even vaak in het basiselftal als het aantal keer dat hij op de reservebank bleef zitten, 13 om 13. Het seizoen 2013/14 was het laatste seizoen bij Bochum voor Hólmar Örn. Op 11 mei 2014 stond hij voor het laatst op het veld voor de club in de gewonnen competitiewedstrijd tegen Karlsruher SC (1–0). In totaal speelde Hólmar Örn voor Bochum in drie jaar tijd 49 wedstrijden in de 2. Bundesliga en de strijd om de DFB-Pokal. In die wedstrijden maakte hij eenmaal een doelpunt en leverde hij eenmaal een assist op een medespeler.
In augustus 2014 tekende Hólmar Örn een contract voor drie seizoenen bij de Noorse club Rosenborg BK. In de Noorse competitie maakte hij onder trainer Kåre Ingebrigtsen zijn debuut op 24 augustus in de thuiswedstrijd tegen Sarpsborg 08 FF (2–0 winst). Twee minuten voor tijd verving hij Jonas Svensson, op de positie als rechtsback. In de rest van de Tippeligaen 2014 speelde hij alle negen overige duels, waarvan zeven volledig. Op 28 september maakte hij zijn eerste doelpunt in dienst van Rosenborg BK in de met 3–0 gewonnen wedstrijd tegen Aalesunds FK. In de jaargang 2015 was Hólmar Örn definitief een basiskracht in het elftal van Rosenborg; in de eerste seizoenshelft miste hij alleen een uur speeltijd in de openingswedstrijd.
In de strijd om de Noorse voetbalbeker won Hólmar Örn met Rosenborg op 24 juni 2015 de achtste finale tegen Tromsdalen UIL met 7–1. Hólmar Örn, als centrale verdediger, scoorde niet, maar gaf wel de assist op het eerste doelpunt, na drie minuten speeltijd.

## Interlandcarrière
Hólmar Örn Eyjólfsson maakte zijn debuut in het IJslands voetbalelftal op 30 mei 2012 in een vriendschappelijke interland tegen Zweden, dat zich voorbereidde op het Europees kampioenschap voetbal 2012. In het oefenduel, dat eindigde in een 3–2 nederlaag, viel hij in de 83ste minuut in voor Kári Árnason. Tweeënhalf jaar later werd hij voor het eerst weer opgeroepen door bondscoach Lars Lagerbäck. In de oefeninterland op 12 november 2014 tegen België (3–1 verlies) viel hij vijf minuten voor tijd in voor Ragnar Sigurðsson. Hij maakte deel uit van de kern voor het WK 2018, maar kwam geen enkele keer in actie.

## Statistieken
| Seizoen           | Club              | Wed. | Goals | Competitie         |
| ----------------- | ----------------- | ---- | ----- | ------------------ |
| 2007              | HK                | 12   | 0     | Úrvalsdeild        |
| 2008              | HK                | 7    | 0     | Úrvalsdeild        |
| 2008/2009         | West Ham United   | 0    | 0     | Premier League     |
| 2009/2010         | → Cheltenham Town | 4    | 0     | League Two         |
| 2009/2010         | → KSV Roeselare   | 9    | 0     | Jupiler Pro League |
| 2010/2011         | West Ham United   | 0    | 0     | Premier League     |
| 2011/2012         | VfL Bochum        | 11   | 0     | 2. Bundesliga      |
| 2012/2013         | VfL Bochum        | 16   | 0     | 2. Bundesliga      |
| 2013/2014         | VfL Bochum        | 18   | 1     | 2. Bundesliga      |
| 2014              | Rosenborg BK      | 10   | 1     | Tippeligaen        |
| 2015              | Rosenborg BK      | 30   | 1     | Tippeligaen        |
| 2016              | Rosenborg BK      | 28   | 2     | Tippeligaen        |
| 01/2017 – 08/2017 | Maccabi Haifa     | ?    | ?     | Ligat Ha'Al        |
| 2017/2018         | Levski Sofia      | 27   | 1     | Parva Liga         |
| 2018/2019         | Levski Sofia      | -    | -     | Parva Liga         |
| Totaal            |                   | 172  | 6     |                    |

## Erelijst
Rosenborg BK
- Noors landskampioen

2015